# Petit lac Métascouac
Pour les articles homonymes, voir Métascouac.
Le Petit lac Métascouac est un plan d'eau douce traversé par la rivière Métascouac, dans le territoire non organisé de Lac-Croche, dans la municipalité régionale de comté (MRC) de La Jacques-Cartier, dans la région administrative de la Capitale-Nationale, dans la province de Québec, au Canada. Ce lac se situe dans la réserve faunique des Laurentides, tout près de la limite de la région administrative de la Mauricie.
Le Petit lac Métascouac est desservie indirectement par quelques routes forestières secondaires pour les besoins de la foresterie et des activités récréotouristiques.
La foresterie constitue la principale activité économique du secteur; les activités récréotouristiques, en second.
La surface du Petit lac Métascouaci est habituellement gelée du début de décembre à la fin mars, toutefois la circulation sécuritaire sur la glace se fait généralement de la mi-décembre à la mi-mars.

## Géographie
Les principaux bassins versants voisins du Petit lac Métascouac sont du côté nord la rivière Métascouac et la rivière Métabetchouane. Du côté est, on voit la rivière Métabetchouane Est, le ruisseau Liane et la rivière de la Place. Du côté sud, on rencontre la rivière Métabetchouane, la rivière Métabetchouane Est et la rivière à Moïse. Finalement, du côté ouest on trouve la rivière Métabetchouane et le lac Saint-Henri.
Le Petit lac Métascouac comporte une longueur de 3,6 km, une largeur de 0,5 km et une altitude de 439 m. Ce lac est surtout alimenté par la décharge de la rivière Métascouac (venant du nord par le lac Ouelette) et un ruisseau non identifié. Ce lac comporte cinq rétrécissements à cause de presqu’îles qui sont proches l’une de l’autre. La rivière Métascouac traverse ce lac sur sa pleine longueur.
L’embouchure du Petit lac Métascouac est située au fond à l’extrême sud du lac, à la confluence de la rivière Métabetchouane, soit à 10,8 km au sud-est de l'embouchure du lac Saint-Henri lequel est traversé par la rivière Métabetchouane, à 27,5 km à l’est du chemin de fer du Canadien National, à 104 km à l'ouest du centre-ville de Baie-Saint-Paul, à 31,2 km au nord-est du centre du village de lac-Édouard et à 86,6 km au sud-est de l’embouchure de la rivière Métabetchouane, sur la rive sud du lac Saint-Jean.
À partir de l’embouchure du Petit lac Métascouac, le courant suit le cours de la rivière Métabetchouane sur 123,6 km généralement vers le nord-ouest, ensuite elle emprunte le lac Saint-Jean sur 22,25 km vers le nord-est jusqu’à la petite Décharge. Finalement elle suite la rivière Saguenay sur 172,3 km vers l’est jusqu’à Tadoussac où il conflue avec l’estuaire du Saint-Laurent.

## Toponymie
Le toponyme Petit lac Métascouac a été officialisé le 5 décembre 1968 par la Commission de toponymie du Québec.